# Mrowisko

Mrowisko

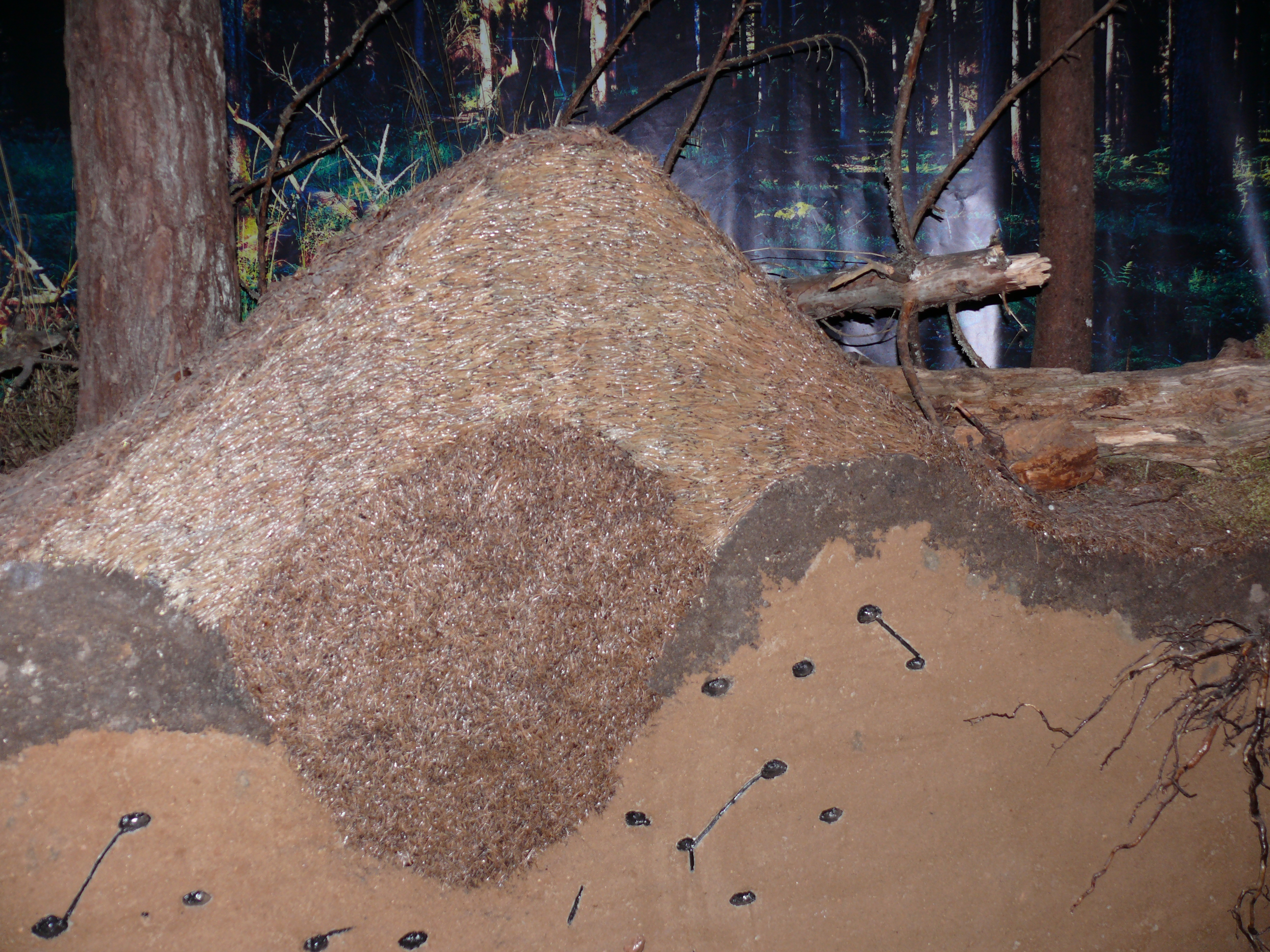
Przekrój przez mrowisko. Fragment dioramy w Muzeum Białowieskiego Parku Narodowego

Mrowisko – gniazdo budowane przez owady z rodziny mrówkowatych.
Funkcją mrowiska jest stworzenie schronu dla mrówek w stadium larwalnym oraz królowej, czasami w mrowiskach gromadzone są zapasy żywności lub hodowane są mszyce czy grzyby. Dla różnych stadiów rozwojowych mrówek mrowiska muszą zapewniać odpowiednią wilgotność i temperaturę, dlatego też niektóre gatunki mrówek do wygrzewania larw w kokonach wykorzystują nagrzewające się w słońcu kamienie, pod którymi budują komory lub wznoszą ziemne kopce, tak aby słońce mocno nagrzewało górną ich część zapewniając odpowiednią temperaturę dla larw.
U mrówki rudnicy (Formica rufa) gniazdo posiada część nadziemną zbudowaną z igliwia, gałęzi lub suchych liści otoczoną wałem ziemi wyniesionej z korytarzy i komór wybudowanych pod kopułą z igliwia.
Wiele gatunków mrówek gniazduje jedynie w mrowiskach podziemnych.
U mrówki rudnicy i mrówki ćmawej (Formica polyctena) występują gniazda letnie i zimowe. W czasie aktywności wykorzystywane są wszystkie mrowiska, jednak na okres zimy mrówki zbierają się w gniazdach posiadających głębiej położone korytarze w glebie.